# Ponts del Relliquer
Els Ponts del Relliquer és una obra d'Espolla (Alt Empordà) inclosa a l'Inventari del Patrimoni Arquitectònic de Catalunya.

## Descripció
Situats dins del nucli urbà de la població d'Espolla, a la banda nord-oest del terme i a la zona coneguda com el Relliquer, la qual es construí seguint el camí del puig Castellar paral·lel al còrrec del Merdanç.
Es tracta de dos petits ponts construïts damunt del rec del Merdanç amb la intenció d'integrar-lo al paisatge urbà. Un d'ells està situat a l'extrem de tramuntana del poble mentre que l'altre es localitza a l'inici del carrer del Relliquer. Ambdues estructures presenten un sol arc rebaixat bastit amb pedra desbastada disposada en sardinell i es recolzen a les parets de la riera. Les petites baranes són bastides amb el mateix tipus de pedra, tot i que algunes refeccions són bastides amb maons.

## Història
Construccions bastides en època moderna, entre els segles xvi i xvii.